# Nozomanu Fushi no Bōkensha
Nozomanu Fushi no Bōkensha (望まぬ不死の冒険者?) es una serie de novelas ligeras japonesas escritas por Yū Okano e ilustradas por Jaian. Se ha serializado en línea a través del sitio web de publicación de novelas generado por el usuario Shōsetsuka ni Narō desde septiembre de 2016. Más tarde fue adquirida por Overlap, que la ha publicado desde octubre de 2017 bajo su sello Overlap Novels. Una adaptación a manga ilustrada por Haiji Nakasone se ha serializado en el sitio web Comic Gardo de Overlap desde noviembre de 2017. Una adaptación de la serie al anime de Connect se estrenó el 8 de enero de 2024.

## Personajes
Rentt Faina (レント・ファイナ Rento Faina?)
 Seiyū: Ryōta Suzuki
Lorrane Vivie (ロレーヌ・ヴィヴィエ Rorēnu Vivie?)
 Seiyū: Mikako Komatsu
Sheila Ibarss (シェイラ・イバルス Sheira Ibarusu?)
 Seiyū: Ikumi Hasegawa
Rina Rupaage (リナ・ルパージュ Rina Rupāju?)
 Seiyū: Sayumi Suzushiro

## Contenido de la obra

### Novelas ligeras
Escrito por Yū Okano, Nozomanu Fushi no Bōkensha comenzó a publicarse en línea a través del sitio web de publicación de novelas generado por el usuario Shōsetsuka ni Narō el 22 de septiembre de 2016. La serie fue adquirida más tarde por Overlap, quien comenzó a publicar las novelas con ilustraciones de Jaian el 25 de octubre de 2017, bajo su sello Overlap Novels. Hasta la fecha se han publicado doce volúmenes. J-Novel Club obtuvo la licencia de las novelas en América del Norte.

#### Lista de volúmenes
| Volúmenes de novelas ligeras publicadas | Volúmenes de novelas ligeras publicadas | Volúmenes de novelas ligeras publicadas |
| Número                                  | Fecha de lanzamiento                    | ISBN                                    |
| --------------------------------------- | --------------------------------------- | --------------------------------------- |
| 1                                       | 25 de octubre de 2017                   | ISBN 978-4-86554-240-0                  |
| 2                                       | 25 de diciembre de 2017                 | ISBN 978-4-86554-292-9                  |
| 3                                       | 25 de mayo de 2018                      | ISBN 978-4-86554-352-0                  |
| 4                                       | 25 de noviembre de 2018                 | ISBN 978-4-86554-418-3                  |
| 5                                       | 25 de mayo de 2019                      | ISBN 978-4-86554-499-2                  |
| 6                                       | 25 de noviembre de 2019                 | ISBN 978-4-86554-575-3                  |
| 7                                       | 25 de mayo de 2020                      | ISBN 978-4-86554-665-1                  |
| 8                                       | 25 de noviembre de 2020                 | ISBN 978-4-86554-787-0                  |
| 9                                       | 25 de junio de 2021                     | ISBN 978-4-86554-941-6                  |
| 10                                      | 25 de abril de 2022                     | ISBN 978-4-8240-0166-5                  |
| 11                                      | 25 de octubre de 2022                   | ISBN 978-4-8240-0314-0                  |
| 12                                      | 25 de mayo de 2023                      | ISBN 978-4-8240-0503-8                  |

### Manga
Una adaptación a manga ilustrada por Haiji Nakasone comenzó a serializarse en línea a través del sitio web Comic Gardo de Overlap el 24 de noviembre de 2017. Hasta la fecha se han lanzado once volúmenes de tankōbon. J-Novel Club también obtuvo la licencia del manga.

#### Lista de volúmenes
| Volúmenes de manga publicados | Volúmenes de manga publicados | Volúmenes de manga publicados |
| Número                        | Fecha de lanzamiento          | ISBN                          |
| ----------------------------- | ----------------------------- | ----------------------------- |
| 1                             | 25 de mayo de 2018            | ISBN 978-4-86-554355-1        |
| 2                             | 25 de noviembre de 2018       | ISBN 978-4-86-554420-6        |
| 3                             | 25 de mayo de 2019            | ISBN 978-4-86-554503-6        |
| 4                             | 25 de noviembre de 2019       | ISBN 978-4-86-554578-4        |
| 5                             | 25 de mayo de 2020            | ISBN 978-4-86-554672-9        |
| 6                             | 25 de noviembre de 2020       | ISBN 978-4-86-554796-2        |
| 7                             | 25 de junio de 2021           | ISBN 978-4-86-554951-5        |
| 8                             | 25 de noviembre de 2021       | ISBN 978-4-82-400056-9        |
| 9                             | 25 de abril de 2022           | ISBN 978-4-82-400175-7        |
| 10                            | 25 de octubre de 2022         | ISBN 978-4-82-400322-5        |
| 11                            | 25 de mayo de 2023            | ISBN 978-4-82-400513-7        |

### Anime
Se anunció una adaptación de la serie al anime en el "Overlap Bunko 9th Anniversary Online Event" el 17 de abril de 2022. Está producida por Connect y dirigida por Noriaki Akitaya, con guiones escritos por Yukie Sugawara, diseños de personajes a cargo de Takao Sano y música compuesta por Shun Narita. Se estrenó el 8 de enero de 2024 en AT-X y otras cadenas. El tema de apertura es «Immortal», interpretado por Juvenile, mientras que el tema de cierre es «Keep Your Fire Burning», interpretado por Mao Abe. Crunchyroll obtuvo la licencia de la serie fuera de Asia. Muse Communication obtuvo la licencia de la serie en el sur y sudeste de Asia.
Se anunció una segunda temporada en el evento del décimo aniversario de Overlap Bunko el 15 de diciembre de 2024.